# Braunsapis bislensis
Braunsapis bislensis là một loài Hymenoptera trong họ Apidae. Loài này được Michener & Borges mô tả khoa học năm 2003.